# Даніель Андерссон (футболіст, 1977)
Даніель Джеррі Андерссон (швед. Daniel Jerry Andersson; нар. 28 серпня 1977, Лунд, Швеція) — шведський футболіст, що грав на позиції півзахисника. Виступав за національну збірну Швеції.
Дворазовий чемпіон Швеції.

## Клубна кар'єра
У дорослому футболі дебютував 1994 року виступами за команду клубу «Мальме», в якій провів три сезони. Відіграв за команду з Мальме наступні три сезони своєї ігрової кар'єри. Більшість часу, проведеного у складі «Мальме», був основним гравцем команди.
1998 року уклав контракт з клубом «Барі», у складі якого провів наступні три роки своєї кар'єри гравця. Граючи у складі «Барі» також здебільшого виходив на поле в основному складі команди.
Згодом з 2001 по 2004 рік грав у складі команд клубів «Венеція», «Палермо», «К'єво» та «Анкона». Протягом цих років виборов титул чемпіона Швеції.
2004 року повернувся до клубу «Мальме», за який відіграв 8 сезонів. Тренерським штабом нового клубу також розглядався як гравець «основи». Завершив професійну кар'єру футболіста виступами за команду «Мальме» у 2012 році.

## Виступи за збірну
1997 року дебютував в офіційних матчах у складі національної збірної Швеції. Протягом кар'єри у національній команді, яка тривала 13 років, провів у формі головної команди країни 74 матчі.
У складі збірної був учасником чемпіонату Європи 2000 року в Бельгії та Нідерландах, чемпіонату світу 2002 року в Японії та Південній Кореї, чемпіонату світу 2006 року в Німеччині, чемпіонату Європи 2008 року в Австрії та Швейцарії.

## Особисте життя
Даніель походить із футбольної родини — його батько Рой та старший брат Патрік теж грали за збірну країни.

## Досягнення
- Чемпіон Швеції:

«Мальме»: 2004, 2010, 2013
- Володар Суперкубка Швеції:

«Мальме»: 2013